# Francisco José Abascal Alonso
Francisco José Abascal Alonso, més conegut com a Francis (Noriega, 10 d'octubre de 1966) és un futbolista asturià retirat que jugava de defensa.

## Carrera esportiva
Va debutar a primera divisió amb el Real Burgos, tot jugant un encontre la de temporada 90/91. A l'any següent militaria a la màxima categoria amb el Cadis CF, tot disputant 52 partits i marcant un gol en el període 1991-1993. La temporada 93/94 també la jugaria a l'equip andalús, a la Segona Divisió.